# Ekho Lake
Ekho Lake är en sjö i Antarktis. Den ligger i Östantarktis. Australien gör anspråk på området. Ekho Lake ligger 24 meter över havet. Den ligger vid sjön Shield Lake.